# Синегърда тангара
Синегърдата тангара (Tangara cyanoventris) е вид птица от семейство Тангарови (Thraupidae).

## Разпространение
Видът е разпространен в Бразилия.